# لارس براندت
لارس براندت (بالألمانية: Lars Brandt)‏ (و. 1951  م) هو مخرج أفلام، ومؤلف، وكاتب ألماني، ولد في برلين.

## وصلات خارجية
- لارس براندت على موقع IMDb (الإنجليزية)
- لارس براندت على موقع مونزينجر (الألمانية)
- لارس براندت على موقع ألو سيني (الفرنسية)
- لارس براندت على موقع قاعدة بيانات الأفلام السويدية (السويدية)
- لارس براندت على موقع قاعدة بيانات الفيلم (الإنجليزية)
- لارس براندت على موقع كينوبويسك (الروسية)
- لارس براندت في قاعدة بيانات الأفلام على الإنترنت